# 阿雅克肖加泽莱克足球俱乐部
阿些斯奧加澤萊克足球會（Gazélec Football Club Ajaccio），一般稱為GFC阿些斯奧，是法国阿雅克肖市的一个足球俱乐部。2014年升入法国足球乙级联赛。他們在2012年之前曾使用名字GFCO阿些斯奧（Gazélec Football Club Olympique Ajaccio），後來從名字中去除奧林匹克（Olympique），成為現時的球會名字。
2014–15年法國乙組足球聯賽，他們在第 37 輪主場 3–2 擊敗尼奧特，提早一輪鎖定升班資格，成功以升班馬姿態升班法甲。2015–16年法國甲組足球聯賽，阿些斯奧降回乙組。

## 外部連結
- 官方網站 （页面存档备份，存于）